# Neumoegenia albavena
Neumoegenia albavena là một loài bướm đêm trong họ Noctuidae.